# Diocesi di Meerut

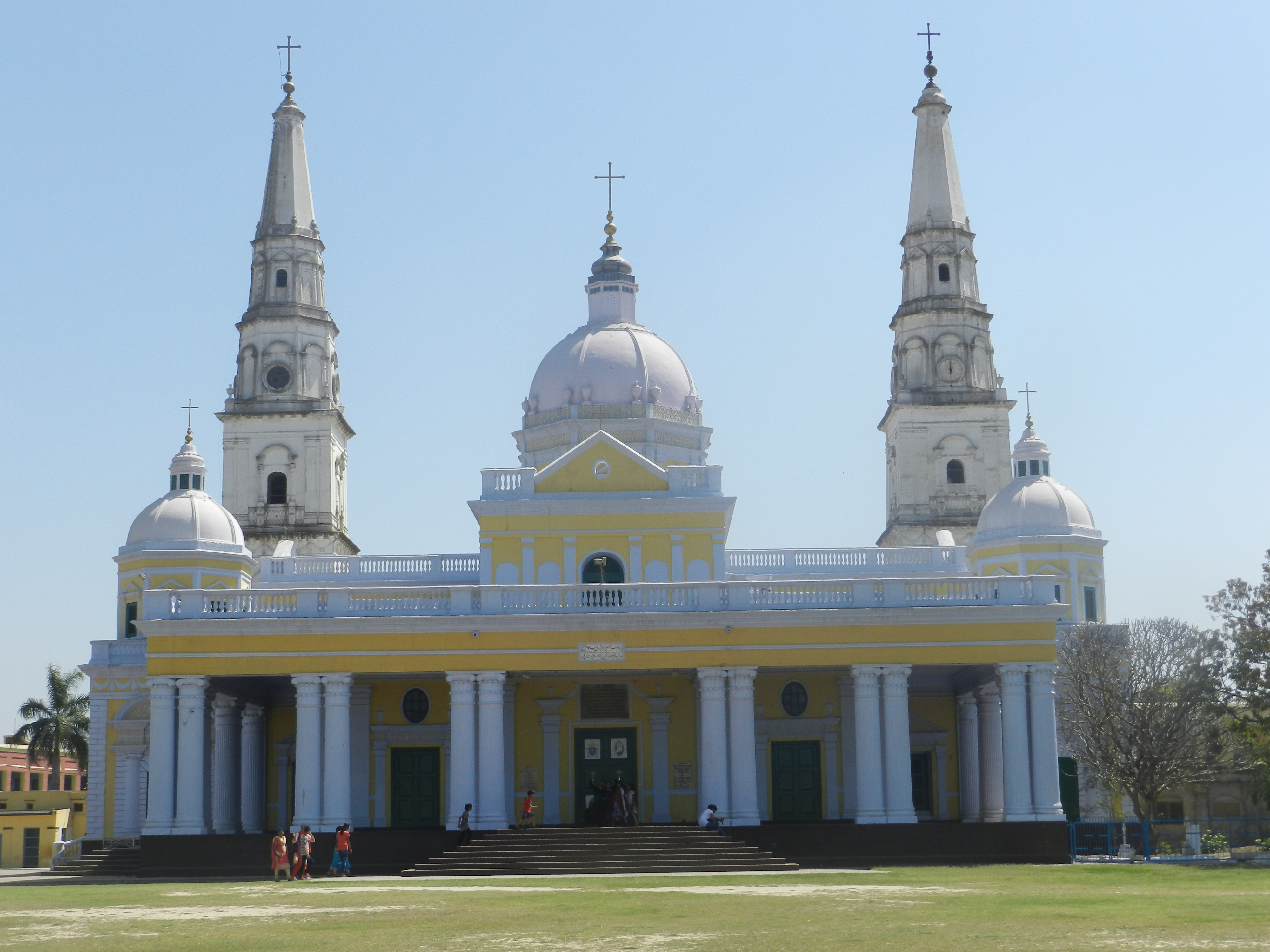
La basilica di Nostra Signora delle Grazie a Sardhana.

La diocesi di Meerut (in latino: Dioecesis Meerutensis) è una sede della Chiesa cattolica in India suffraganea dell'arcidiocesi di Agra. Nel 2021 contava 32.878 battezzati su 38.187.220 abitanti. È retta dal vescovo Bhaskar Jesuraj.

## Territorio
La diocesi comprende i distretti indiani di Meerut, Saharanpur, Muzaffarnagar, Rampur, Moradabad e Ghaziabad nello stato dell'Uttar Pradesh; e i distretti di Haridwar e Dehra Dun nello stato dell'Uttarakhand.
Sede vescovile è la città di Meerut, dove si trova la cattedrale di San Giuseppe. A Sardhana sorge la basilica minore di Nostra Signora delle Grazie.
Il territorio è suddiviso in 68 parrocchie.

## Storia
La diocesi è stata eretta il 20 febbraio 1956 con la bolla Quandoquidem Christus di papa Pio XII, ricavandone il territorio dall'arcidiocesi di Agra.
Il 4 gennaio 1958, con la lettera apostolica In vitae huius, lo stesso papa Pio XII ha proclamato la Beata Maria Vergine, venerata con il titolo di «Mediatrice di ogni grazia», patrona principale della diocesi.
Il 23 marzo 1972 ha ceduto una porzione del suo territorio a vantaggio dell'erezione dell'esarcato apostolico di Bijnor (oggi eparchia).

## Cronotassi dei vescovi
Si omettono i periodi di sede vacante non superiori ai 2 anni o non storicamente accertati.
- Giuseppe Bartolomeo Evangelisti, O.F.M.Cap. † (29 febbraio 1956 - 3 agosto 1973 dimesso)
- Patrick Nair † (5 aprile 1974 - 3 dicembre 2008 ritirato)
- Francis Kalist (3 dicembre 2008 - 19 marzo 2022 nominato arcivescovo di Pondicherry e Cuddalore)
- Bhaskar Jesuraj, dal 13 gennaio 2024

## Statistiche
La diocesi nel 2021 su una popolazione di 38.187.220 persone contava 32.878 battezzati, corrispondenti allo 0,1% del totale.
| anno | popolazione | popolazione | popolazione | presbiteri | presbiteri | presbiteri | presbiteri                | diaconi | religiosi | religiosi | parrocchie |
| anno | battezzati  | totale      | %           | numero     | secolari   | regolari   | battezzati per presbitero | diaconi | uomini    | donne     | parrocchie |
| ---- | ----------- | ----------- | ----------- | ---------- | ---------- | ---------- | ------------------------- | ------- | --------- | --------- | ---------- |
| 1970 | 11.610      | 11.000.000  | 0,1         | 33         | 20         | 13         | 351                       |         | 16        | 220       | 24         |
| 1980 | 14.949      | 11.858.000  | 0,1         | 46         | 29         | 17         | 324                       |         | 65        | 279       | 28         |
| 1990 | 18.384      | 14.282.000  | 0,1         | 85         | 53         | 32         | 216                       |         | 64        | 442       | 36         |
| 1999 | 25.187      | 20.026.000  | 0,1         | 101        | 60         | 41         | 249                       |         | 87        | 470       | 51         |
| 2000 | 25.214      | 20.320.000  | 0,1         | 99         | 56         | 43         | 254                       |         | 85        | 462       | 52         |
| 2001 | 25.717      | 20.618.000  | 0,1         | 101        | 54         | 47         | 254                       |         | 91        | 467       | 53         |
| 2002 | 26.303      | 29.019.350  | 0,1         | 102        | 54         | 48         | 257                       |         | 129       | 510       | 56         |
| 2003 | 26.873      | 31.023.250  | 0,1         | 94         | 56         | 38         | 285                       |         | 126       | 501       | 56         |
| 2004 | 27.192      | 31.391.516  | 0,1         | 92         | 57         | 35         | 295                       |         | 112       | 518       | 56         |
| 2013 | 28.713      | 34.602.000  | 0,1         | 120        | 64         | 56         | 239                       |         | 143       | 641       | 59         |
| 2016 | 30.486      | 35.967.000  | 0,1         | 130        | 69         | 61         | 234                       |         | 133       | 688       | 64         |
| 2019 | 32.014      | 37.344.000  | 0,1         | 138        | 71         | 67         | 231                       |         | 124       | 700       | 64         |
| 2021 | 32.878      | 38.187.220  | 0,1         | 134        | 65         | 69         | 245                       |         | 130       | 686       | 68         |